# Burni Belakang Parang
Burni Belakang Parang är ett berg i Indonesien.   Det ligger i provinsen Aceh, i den västra delen av landet, 1 600 km nordväst om huvudstaden Jakarta. Toppen på Burni Belakang Parang är 1 734 meter över havet, eller 162 meter över den omgivande terrängen. Bredden vid basen är 2,8 km.
Terrängen runt Burni Belakang Parang är kuperad västerut, men österut är den bergig.Runt Burni Belakang Parang är det mycket glesbefolkat, med 2 invånare per kvadratkilometer. I omgivningarna runt Burni Belakang Parang växer i huvudsak städsegrön lövskog.